# Hội chứng chuyển hóa
Hội chứng chuyển hóa, đôi khi được gọi bằng cái tên khác, là một phân nhóm của ít nhất ba trong số năm bệnh sau: béo phì, cao huyết áp, lượng đường trong máu cao, triglyceride huyết thanh cao, và lipoprotein mật độ cao huyết thanh thấp (HDL).
Hội chứng chuyển hóa có liên quan đến nguy cơ phát triển bệnh tim mạch và tiểu đường tuýp 2. Ở Mỹ, khoảng một phần tư dân số trưởng thành mắc hội chứng chuyển hóa, và tỷ lệ mắc tăng theo tuổi, với chủng tộc và dân tộc thiểu số bị ảnh hưởng đặc biệt.
Kháng insulin, hội chứng chuyển hóa và tiền tiểu đường có liên quan chặt chẽ với nhau và có các khía cạnh chồng chéo.
Hội chứng này được cho là gây ra bởi một rối loạn cơ bản của việc sử dụng và lưu trữ năng lượng. Nguyên nhân của hội chứng là một lĩnh vực nghiên cứu y tế đang được thực hiện.

## Dấu hiệu và triệu chứng
Dấu hiệu chính của hội chứng chuyển hóa là béo phì trung tâm, còn được gọi là mỡ nội tạng, mô hình nam hoặc béo hình quả táo. Nó được đặc trưng bởi sự tích lũy mô mỡ chủ yếu quanh eo và thân. Các dấu hiệu khác của hội chứng chuyển hóa bao gồm huyết áp cao, giảm cholesterol HDL huyết thanh lúc đói, tăng mức chất béo trung tính trong huyết thanh, tăng đường huyết lúc đói, kháng insulin hoặc tiền tiểu đường. Các điều kiện liên quan bao gồm tăng axit uric máu; gan nhiễm mỡ (đặc biệt là béo phì đồng thời) tiến triển thành bệnh gan nhiễm mỡ không do rượu; hội chứng buồng trứng đa nang ở phụ nữ và rối loạn cương dương ở nam giới.

## Nguyên nhân và mối tương quan
Các cơ chế chính xác của các con đường phức tạp của hội chứng chuyển hóa đang được nghiên cứu. Sinh lý bệnh rất phức tạp và chỉ được làm sáng tỏ một phần. Hầu hết những người bị ảnh hưởng bởi tình trạng này là người già, béo phì, ít vận động và có mức độ kháng insulin. Stress cũng có thể là một yếu tố góp phần. Các yếu tố nguy cơ quan trọng nhất là chế độ ăn uống (đặc biệt là tiêu thụ nước giải khát có đường), di truyền, lão hóa, lối sống ít vận động  hoặc hoạt động thể chất thấp, gián đoạn thời gian / giấc ngủ, rối loạn tâm trạng / sử dụng thuốc hướng tâm thần, và sử dụng rượu quá mức.